# Павлов, Сергей Николаевич
Сергей Николаевич Павлов (20 января 1962, Саратов, СССР) — советский и российский футболист, вратарь; тренер.
Воспитанник футбольной школы «Сокол» Саратов, первый тренер — Ю. Н. Стрелков. В 1979 году дебютировал в местном «Соколе», за 9 лет в команде провёл 196 матчей. Сезон-1988 начал в команде МЦОП (Куйбышев) в первенстве КФК, полтора следующих сезона отыграл в смоленской «Искре», за которую забил два гола. В 1990 году играл в украинском «Кривбассе», в 1991 — в «Тереке» Грозный. Затем стал играть в немецком клубе низшей лиги «Шталь» / «Бранденбург». В 1994 перешёл в новороссийский «Черноморец», в составе которого в следующем сезоне провёл 25 матчей в высшей лиге. Потом играл за клубы низших российских лиг «Сокол-ПЖД» Саратов (1996), «Носта» Новотроицк (1997), «Салют» Саратов (1998), ФК «Хопёр» (1999—2001). В 2002 перешёл в смоленский «Кристалл», за который в следующем сезоне провёл один матч, после чего завершил карьеру игрока.
Затем работал тренером: «Кристалл» Смоленск (2002, главный тренер), «Томь» Томск (2004—2005, тренер), «Сокол-Саратов» (2006—2007, главный тренер), «Сатурн-2» МО (2010, спортивный директор), «Олимпия» (Геленджик) (2011, главный тренер), «Звезда» Рязань (2012, тренер).